# Verdammt lecker! Nachschlag für Adam Richman

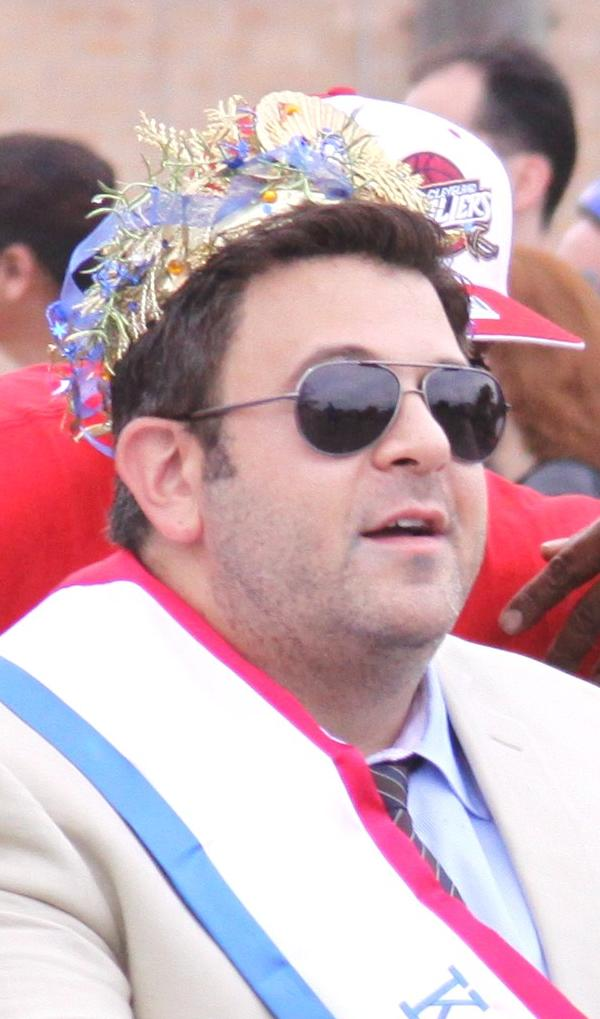
Adam Richman auf der Mermaid Parade (2011)

Verdammt lecker! Nachschlag für Adam Richman (Originaltitel: Man v. Food) ist eine von 2008 vom US-amerikanischen Travel Channel produzierte Realityshow.

## Konzept
Der US-amerikanische Schauspieler Adam Richman besucht Restaurants in verschiedenen Orten der Vereinigten Staaten. Hier präsentiert er regionale Spezialitäten und Gepflogenheiten. Jede Folge endet mit einer Challenge, einem Wettessen, bei dem Richman versucht, sich in die Rekordliste der jeweiligen Restaurants einzutragen, was ihm zumeist auch gelingt.
Ein weiterer immer wiederkehrender Bestandteil der Sendung ist zudem eine fiktive Pressekonferenz vom Moderator mit Mitarbeitern und Besuchern der Restaurants.

## Ausstrahlung
Man v. Food lief in vier Staffeln und 85 Episoden zwischen dem 3. Dezember 2008 und dem 11. April 2012 auf Travel Channel. Im deutschsprachigen Fernsehen hatte die Serie im November 2010 auf DMAX Premiere.
Adam Richman erklärte am 27. Januar 2012, sich aus dem Format zurückziehen zu wollen, woraufhin die Produktion nach vier Staffeln eingestellt wurde.

## Episoden
| Staffel / Episode | Erstausstrahlung Travel Channel | Ort                               | Restaurants                                                                  | Challenge | Challenge Gewinner | Stargast                                           |
| ----------------- | ------------------------------- | --------------------------------- | ---------------------------------------------------------------------------- | --- | ------------------ | -------------------------------------------------- |
| 1 / 1             | 3. Dezember 2008                | Amarillo, Texas                   | Big Texan Steak Ranch                                                        | 72oz Steak Challenge (Steak 2 kg - Zeitlimit 60 min.) | Man                |                                                    |
| 1 / 2             | 3. Dezember 2008                | Memphis, Tennessee                | Bigfoot Lodge (nach der Folge umbenannt in Kooky Canuck)                     | Sasquatch Burger (Cheeseburger 3,5 kg - Zeitlimit 60 min.) (nach der Folge umbenannt in Kookamonga Challenge) | Food               | LoCash Cowboys                                     |
| 1 / 3             | 10. Dezember 2008               | Pittsburgh, Pennsylvania          | Quaker Steak & Lube                                                          | Atomic Hot Wings Challenge (6 × Hähnchenflügel umhüllt mit extra scharfer Soße - Atomic Wing Sauce - Zeitlimit nein) | Man                |                                                    |
| 1 / 4             | 10. Dezember 2008               | Columbus, Ohio                    | Ohio Deli & Restaurant                                                       | Dagwood Challenge (Baguette mit Putenbrust, Schinken, Roastbeef, Käse - 1,2 kg + 500 g Pommes - Zeitlimit 30 min.) | Man                |                                                    |
| 1 / 5             | 17. Dezember 2008               | Austin, Texas                     | Juan in a Million                                                            | Don Juan Taco Championship (8 × Don Juan Frühstückstaco - Kartoffel, Speck, Bohnen und Eier zusammen gebraten, auf einer Tortilla belegt und mit Käse bestreut - 1 Taco 300 g - Zeitlimit 1 Tag) | Food               |                                                    |
| 1 / 6             | 24. Dezember 2008               | Chicago, Illinois                 | Lucky’s Sandwich Co.                                                         | Overstuffed Sandwich Challenge (3 × 2 Weißbrotscheiben belegt mit 110 g Wurstaufschnitt nach Wahl, Spiegelei, Tomaten, Krautsalat und Pommes - 1 Stulle 700 g - Zeitlimit 60 min.) | Man                |                                                    |
| 1 / 7             | 7. Januar 2009                  | Atlanta, Georgia                  | Big Pie in the Sky Pizzeria                                                  | Carnivore Challenge (Pizza 5 kg, 76 cm Durchmesser belegt mit Salami, Würstchen, Hack, Speck und Schinken - (zu zweit) - Zeitlimit 60 min.) | Food               | Gladys Knight                                      |
| 1 / 8             | 14. Januar 2009                 | Boston, Massachusetts             | Eagle's Deli & Restaurant                                                    | Eagle's Challenge (Cheeseburger 2,5 kg Hack, 20 Scheiben Käse, 20 Scheiben Bacon + Pommes 2,5 kg - Zeitlimit 60 min.) | Food               |                                                    |
| 1 / 9             | 21. Januar 2009                 | New York, New York                | Brick Lane Curry House                                                       | Phall Challenge (Curry Gericht extrem scharf - mit Reis - Zeitlimit nein) | Man                |                                                    |
| 1 / 10            | 28. Januar 2009                 | New Orleans, Louisiana            | Acme Oyster House                                                            | 15 Dozen Club Challenge (15 Dtzd. Austern - Zeitlimit 60 min.) | Man                |                                                    |
| 1 / 11            | 4. Februar 2009                 | Portland, Oregon                  | Salvador Molly's                                                             | Great Balls of Fire Challenge (5 Frittierte Teigbällchen gefüllt mit Habaneros und Habanerosoße - Sunshine & Pain hot sauce - Zeitlimit k.a.) | Man                |                                                    |
| 1 / 12            | 11. Februar 2009                | Seattle, Washington               | Beth’s Cafe                                                                  | Southwestern Exposure Challenge (Omelett aus 12 Eiern 2 1/4 kg gefüllt mit Chili, Käse, Sauerrahm und Salsa, dazu ein Hash Brown und 2 Scheiben Toast - Zeitlimit k.a.) | Food               |                                                    |
| 1 / 13            | 18. Februar 2009                | Los Angeles, Kalifornien          | Orochon Ramen                                                                | Special No. 2 (Ramen Nudel Suppe extrem scharf - Zeitlimit 30 min.) | Man                |                                                    |
| 1 / 14            | 25. Februar 2009                | St. Louis, Missouri               | Crown Candy Kitchen                                                          | 5 Malt Challenge (5 Milchshakes - 1 Shack 680 g - Zeitlimit 30 min.) | Food               |                                                    |
| 1 / 15            | 4. März 2009                    | San José, Kalifornien             | Smoke Eaters                                                                 | HellFire Challenge (12 Hähnchenflügel umhüllt mit extra scharfer Soße - Inferno Sauce - Zeitlimit 10 min. - ohne Getränk und Serviette, Finger ablecken ab dann 5 min. warten) | Man                | Joey Chestnut (Profi-Wettesser)                    |
| 1 / 16            | 11. März 2009                   | Denver, Colorado                  | Jack-n-Grill                                                                 | Breakfast Burrito Challenge (Riesen Burrito 3,2 kg - Bratkartoffeln, 12 Eier, 500 g Schinken, 1 Zwiebel, 3 Löffel scharfe, gegrillte Paprikaschoten zusammen gebraten, umschlagen mit einer Tortilla, darüber Chili-Soße, bestreut mit Käse - Zeitlimit nein)                                               | Food               |                                                    |
| 1 / 17            | 18. März 2009                   | Raleigh, North Carolina           | The Roast Grill                                                              | Hot Dog Challenge (17 × Hot Dog - Zeitlimit 60 min.) | Man                |                                                    |
| 1 / 18            | 25. März 2009                   | Minneapolis, Minnesota            | Gasthof zur Gemutlichkeit                                                    | Bratwurst Challenge (Bratwurst 1 Meter lang, 1,5 kg mit 2 Beilagen - Zeitlimit k.a.) | Man                | Andrew Zimmern (TV-Moderator)                      |
| 2 / 1             | 5. August 2009                  | San Antonio, Texas                | Chunk'y Burgers & More                                                       | The 4 Horseman Challenge (Cheeseburger belegt unter anderem mit Ghost Chili - Zeitlimit 25 min. - danach 5 min. warten) | Man                |                                                    |
| 2 / 2             | 12. August 2009                 | Las Vegas, Nevada                 | Nascar Cafe im Sahara Hotel / SLS Hotel                                      | Big Badass Burrito Challenge (4 × Tortilla gefüllt mit Salat, Reis, Bohnen, Käse, Jalapenos und geschmortes Fleisch, übergossen mit Nacho Käse Soße, zu einem Burrito gerollt, übergossen mit Fleischsoße, garniert mit Käse, Tomaten, Oliven, Guacamole und Creme Fraiche Kugeln, 2,7 kg - Zeitlimit k.a.) | Food               |                                                    |
| 2 / 3             | 19. August 2009                 | Charleston, South Carolina        | Bushido Japanese Restaurant                                                  | The Bushido Seppuku Challenge (10× Te-Maki Röllchen, mit 10 verschiedenen Schärfegraden - Zeitlimit k.a.) (vorher The Spicy Tuna Hand Roll Challenge) | Man                |                                                    |
| 2 / 4             | 26. August 2009                 | San Francisco, Kalifornien        | San Francisco Creamery Co.                                                   | Kitchen Sink Challenge (8 × Riesenkugeln Eiscreme mit 8 verschiedenen Toppings - zusammen 8 Liter - Zeitlimit 60 min.) | Man                |                                                    |
| 2 / 5             | 2. September 2009               | Durham, North Carolina            | Blue Seafood and Bar, Four Square Restaurant, Nosh, Dains Place, Daisy Cakes | The Doughman (4er Team Wettkampfkombination aus Sport und Essen) | Food*              | Dhani Jones (American Football, NFL)               |
| 2 / 6             | 9. September 2009               | Honolulu, Hawaii                  | M.A.C. 24-7                                                                  | Mac Daddy Pancake Challenge (Riesen Pfannkuchen mit Heidelbeeren und Vanillebutterglasur, 2,2 kg - Zeitlimit 90 min.) | Food               |                                                    |
| 2 / 7             | 16. September 2009              | Sarasota, Florida                 | Munchies 4:20 Cafe                                                           | Fire in Your Hole Wings Challenge (10× Hähnchenflügel in extra scharfer Soße mit Ghost Chili - Zeitlimit 20 min.) | Food               |                                                    |
| 2 / 8             | 23. September 2009              | Philadelphia, Pennsylvania        | Tony Luke’s                                                                  | Ultimate Cheesesteak Challenge (Baguettes gefüllt mit gebratenem Rip-eye Steak, Zwiebeln und Cheez Whiz, 2,2 kg - Zeitlimit 60 min.) | Man                | Tony Luke jr. (Schauspieler)                       |
| 2 / 9             | 30. September 2009              | Grand Rapids, Michigan            | Fifth Third Ballpark                                                         | Fifth Third Burger Challenge (Cheeseburger, 20 cm Sesambrötchen belegt mit 5 Burger Patties, Chili-Soße, 5 Scheiben Käse, Nacho Käsesoße, Tortilla Chips, Salsa Soße, Tomaten, Sour Creme - Zeitlimit 2 1/2 Innings)                                                                                        | Man                |                                                    |
| 2 / 10            | 7. Oktober 2009                 | Springfield, Illinois             | The Chili Parlor (Joe Rogers)                                                | Firebrand Chili Challenge (5 Schüsseln extra scharfes Chili Con Carne) | Man                |                                                    |
| 2 / 11            | 14. Oktober 2009                | Boise, Idaho                      | Rockies Diner                                                                | Johnny B. Good Challenge (1 × Johnny B. Good Burger belegt mit 3 Burgerpatties (zusammen 450 g), Pastrami, 1 Hot Dog Würstchen, Emmentaler und Cheddar Käse, Zwiebeln übergossen mit Chili Con Carne - 2 kg + Chili Cheese Pommes 600 g und ein Milchshake 400 g - Zeitlimit 30 min.)                       | Man                |                                                    |
| 2 / 12            | 21. Oktober 2009                | Annapolis, Maryland               | Chick & Ruth’s Delly                                                         | Colossal Challenge (1 × Sandwich + 1 × Riesen Milchshake - 2 Scheiben Toast belegt mit gebratener Putenwurst und Corned Beef, 500 g und 1 Milchshake 3 Liter - Zeitlimit 60 min.) | Man                |                                                    |
| 2 / 13            | 28. Oktober 2009                | North East, Maryland              | Steak & Main                                                                 | Steak & Main’s Great Steak Challenge (2 kg Steaks - 225 g Filet Mignon, 335 g Rumpsteak, 2 × 360 g Delmonico Steak, 450 g Flat Iron Steak, 335 g Rip Steak und 500 g Kartoffelpüree und Spinat - Zeitlimit 60 min.)                                                                                         | Food               |                                                    |
| 2 / 14            | 4. November 2009                | Detroit, Michigan                 | Mallie’s Sport Grill and Bar                                                 | Burger Challenge (85 kg Cheeseburger, 40 Personen - Zeitlimit 120 min.) | Food               |                                                    |
| 2 / 15            | 11. November 2009               | Brooklyn, New York City, New York | Buffalo Cantina                                                              | Suicide Six Wings Food Challenge (6 × Hähnchenflügel mit extra scharfer Soße mit Chiliextrakt - Suicide Sauce - Zeitlimit 6 min.) | Man                | Joba Chamberlain (Baseball, MLB)                   |
| 2 / 16            | 18. November 2009               | Anchorage, Alaska                 | Humpy’s Great Alaskan Alehouse                                               | Humpy's Kodiak Arrest Food Challenge (1,8 kg Alaska Königs Krabbe, 35 cm Rentierwurst, 7 × Lachs Nuggets, Kartoffelpüree, Gedünstetes Gemüse, zum Nachtisch Berry Crisp mit Eis - Zeitlimit 90 min.) | Man                |                                                    |
| 2 / 17            | 25. November 2009               | Little Rock                       | The Mean Pig BBQ                                                             | Shut Up Juice Challenge |                    |                                                    |
| 2 / 18            | 2. Dezember 2009                | Tucson                            | Mi Nidito, Lindy’s Diner                                                     | O.M.G Burger Challenge |                    |                                                    |
| 2 / 19            | 9. Dezember 2009                | New Jersey                        | R.U. Hungry Grease Truck                                                     | Fat Sandwich Challenge |                    |                                                    |
| 2 / 20            | 16. Dezember 2009               | Hartford (Connecticut)            | Randy’s Wooster St. Pizza Shop                                               | 5 kg Pizza | Man                |                                                    |
| 3 / 1             | 16. Juni 2010                   | San Diego                         | Broken Yolk Cafe                                                             | Ironman Challenge | Man                |                                                    |
| 3 / 2             | 16. Juni 2010                   | Boulder                           | Bean Joe’s, The Buff, West End Tavern                                        | 50 Wings in 30 Minuten |                    | Chris Blackwood, Dana Maglischo, Chris Meyer       |
| 3 / 3             | 23. Juni 2010                   | Cleveland                         | Melt Bar & Grilled                                                           | 2,5 kg gegrillter Käse |                    | Matt Fish, Tammy Vasdekis                          |
| 3 / 4             | 16. Juni 2010                   | Richmond                          | Caliente                                                                     | Stupid Wings Challenge |                    |                                                    |
| 3 / 5             | 7. Juli 2010                    | Salt Lake City                    | Kobe Sushi                                                                   | Spicy Hellfire Challenge |                    |                                                    |
| 3 / 6             | 14. Juli 2010                   | Phoenix                           | Los Reyes de la Torta, Alice Cooperstown, Chompie’s                          | Ultimate Slider Challenge |                    | Neal Borenstein, Alice Cooper, Enrique de la Torre |
| 3 / 7             | 21. Juli 2010                   | Puerto Rico                       | Raices and El Churry                                                         | 4 kg Steakplatte |                    |                                                    |
| 3 / 8             | 28. Juli 2010                   | Long Island                       | Ciao Baby, International Delight Cafe, Port Royale Grill                     | Locker Challenge | Man                |                                                    |
| 3 / 9             | 4. August 2010                  | Oklahoma City                     | Steak & Catfish Barn                                                         | Fried Catfish Challenge |                    |                                                    |
| 3 / 10            | 4. August 2010                  | Kansas City                       | Papa Bob’s Bar-B-Que                                                         | Ultimate Destroyer Challenge (3 kg Sandwich) | Food               |                                                    |
| 3 / 11            | 18. August 2010                 | Indianapolis                      | Edward’s Drive In                                                            | Big Ugly Burger Challenge | Food               |                                                    |
| 3 / 12            | 25. August 2010                 | New Jersey Shore                  | Maruca’s Tomato Pies                                                         | Ludicrous Wings Challenge |                    |                                                    |
| 3 / 13            | 1. September 2010               | Syracuse                          | Mother’s Cupboard                                                            | Frittata Challenge |                    |                                                    |
| 3 / 14            | 8. September 2010               | Portland                          | Stepping Stone Cafe, Salvador Molly's, Voodoo Doughnut                       | Spicy Habanero Fritter Challenge |                    |                                                    |
| 3 / 15            | 15. September 2010              | Niagara Falls                     | Mick and Angelo’s                                                            | 3,5 kg Pasta Challenge | Food               |                                                    |
| 3 / 16            | 22. September 2010              | Butte                             | Trimbo’s Pizza, Joe’s Pasty Shop, Freeway Tavern                             | Jumboli Stromboli Challenge (2,5 kg Pizza) |                    |                                                    |
| 3 / 17            | 29. September 2010              | Sacramento                        | Parker’s Hot Dogs                                                            | Knucklehead Challenge (2,5 kg Chili) - Zeitlimit: 20 min | Food               |                                                    |
| 3 / 18            | 6. Oktober 2010                 | Des Moines                        | Jethro’s BBQ                                                                 | Mammut Sandwich |                    |                                                    |
| 3 / 19            | 13. Oktober 2010                | Knoxville                         | Sweet P’s BBQ                                                                | Giant Burrito Challenge |                    |                                                    |
| 3 / 20            | 20. Oktober 2010                | Ann Arbor                         | Tio’s Mexican Cafe                                                           | 2,5 kg Nachos |                    |                                                    |

## Rezeption
Die Erstausstrahlung der Show war der erfolgreichste Serienstart in der Geschichte des Travel Channel.
Jonathan Bernstein von der britischen Zeitung The Guardian empfand angesichts der Show „gemischte Gefühle“, er lobte das Konzept der Sendung und den Moderator, bei den Essenschallenges höre der Spaß allerdings auf. („Richman's power-eating gradually stops being fun“). Ähnlich formulierte es auch Guardian-Kritiker Charlie Brooker.
Jessica Chapman von den CityPages Minneapolis/St. Paul bezeichnete die Show als eine kulinarische Version von Jackass.